# The Farmer Takes a Wife (film 1935)
The Farmer Takes a Wife è un film del 1935 di produzione statunitense diretto da Victor Fleming.
Il film è basato sull'opera teatrale omonima del 1934 scritta da Frank B. Elser e Marc Connelly, a sua volta basata sul romanzo Rome Haul (1929) scritto da Walter D. Edmonds.